# Listă de localități din Sudanul de Sud

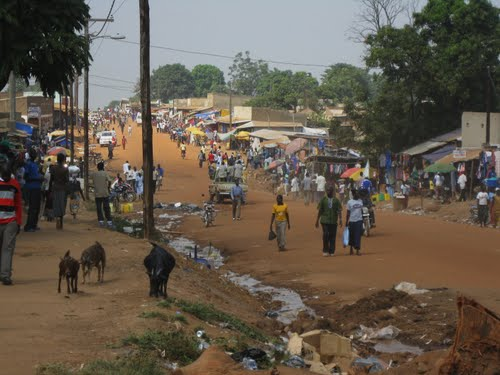
Yei

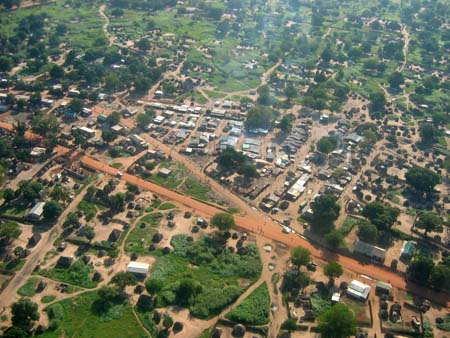
Juba

Cele mai populate localități sunt:
- Juba (capitala)
- Aweil
- Bor
- Akobo
- Gogrial
- Kago Kaju
- Kapoeta
- Malualkon
- Magwi
- Maridi
- Nimule
- Pibor
- Raga
- Renk
- Rumbek
- Tonj
- Torit
- Tumbura
- Warrap
- Wau
- Yambio
- Yei
- Yirol